# Liste der Biografien/Md
Liste der Biografien |
Portal Biografien |
Personensuche
# |
A |
B |
C |
D |
E |
F |
G |
H |
I |
J |
K |
L |
M |
N |
O |
P |
Q |
R |
S |
T |
U |
V |
W |
X |
Y |
Z |
?
 
Ma |
Mb |
Mc |
Md |
Me |
Mf |
Mg |
Mh |
Mi |
Mj |
Mk |
Ml |
Mm |
Mn |
Mo |
Mp |
Mq |
Mr |
Ms |
Mt |
Mu |
Mv |
Mw |
Mx |
My |
Mz
Die Liste der Biografien führt alle Personen auf, die in der deutschsprachigen Wikipedia einen Artikel haben. Dieses ist eine Teilliste mit 16 Einträgen von Personen, deren Namen mit den Buchstaben „Md“ beginnt.

## Md

### Mda
- Mda, Ashby Peter Solomzi (1916–1993), südafrikanischer Lehrer und Politiker
- Mda, Zakes (* 1948), südafrikanischer Autor und Dramatiker

### Mde
- Mdee, Vanessa (* 1988), tansanische Sängerin, Rapperin, Fernsehpersönlichkeit und Radiomoderatorin

### Mdi
- Mdinaradse, Mamuka (* 1978), georgischer Anwalt, Mitglied des georgischen Parlaments und Fraktionsvorsitzender
- Mdivani, Alexis (1908–1935), US-amerikanischer Polospieler
- Mdivani, David (1904–1984), georgisch-US-amerikanischer Ehemann
- Mdivani, Nina (1901–1987), Ehefrau von Denis Conan Doyle
- Mdivani, Roussadana (1905–1938), georgische Prinzessin und Ehefrau des spanischen Malers José Maria Sert
- Mdivani, Serge (1903–1936), georgischer Ehemann von Pola NegriSerge Mdivani (1903–1936)

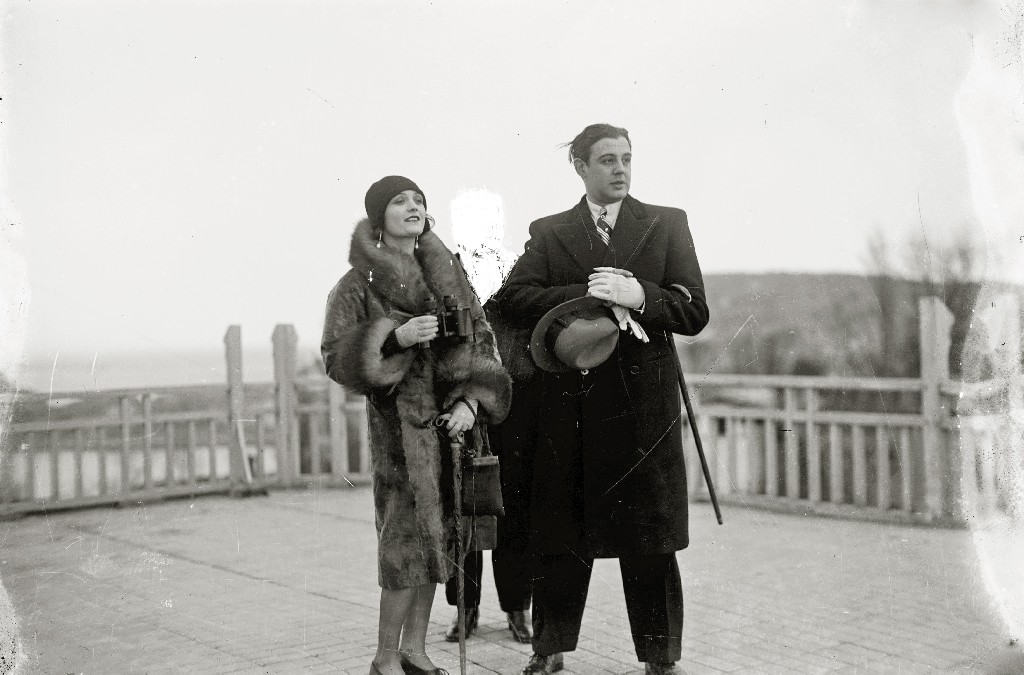
Serge Mdivani (1903–1936)

- Mdiwani, Budu († 1937), georgisch-sowjetischer Parteifunktionär und Staatsmann

### Mdl
- Mdledle, Innocent (* 1985), südafrikanischer Fußballspieler
- Mdluli, Labotsibeni († 1925), Königinmutter und Regentin von Swasiland
- Mdluli, Sizwe Sydney (* 1969), eswatinischer Leichtathlet

### Mdo
- Mdoe, Titus Joseph (* 1961), tansanischer Geistlicher, Bischof von Mtwara
- Mdoreuli, Nick (* 1996), deutsch-georgischer Futsalspieler

### Mdz
- Mdzewski, Stephan Anton († 1718), Titularbischof von Calama, Weihbischof in Luzk und Gnesen, dort auch Offizial und Generalvikar. 1703 weihbischöfliche Handlungen in Breslau